# کانکه نیجریه
کانکه نیجریه (به انگلیسی: Kanke, Nigeria) منطقه ای از دولت محلی ایالت پلاتو از کشور نیجریه است که مرکز آن در شهر کوال است.

## توضیحات
این منطقه ۹۲۶ کیلومتر مربع مساحت دارد و طبق سرشماری سال ۲۰۰۶ جمعیت آن ۱۲۱٬۴۲۴ نفر است.
کد پستی این منطقه ۹۳۳ است.